# Tauchphysik
Unter dem Begriff Tauchphysik werden alle speziellen Bedingungen der nicht belebten Natur unter Wasser zusammengefasst, denen ein Taucher, besonders ein Gerätetaucher, ausgesetzt ist.
Die Kenntnis spezieller Gesetzmäßigkeiten oder Eigenschaften unter Wasser ist wichtig für gefahrenbewusstes Tauchen. Die Tauchphysik gehört zur Grundausbildung der Taucher. Daraus abgeleitete Verhaltensregeln müssen von Tauchern beachtet werden, um Unfallrisiken für sich und ihre Tauchpartner zu minimieren.

## Eigenschaften von Festkörpern

### Auftrieb
Der statische Auftrieb eines von Wasser umgebenen Körpers wirkt der Gewichtskraft, dem Abtrieb, entgegen und entspricht der Gewichtskraft des verdrängten Wassers (Archimedisches Prinzip). Wenn die Auftriebskraft kleiner ist als die Gewichtskraft, sinkt der Gegenstand. Ist sie größer, steigt er auf. Durch die mitgeführte Ausrüstung hat der Taucher ein größeres Gewicht als beispielsweise ein Schwimmer in Badekleidung. Auch sein Volumen ist erheblich größer. Das Volumen der Ausrüstung wird durch ihr Gewicht im Normalfall nicht ausgeglichen, so dass zusätzliche Bleigewichte verwendet werden, um den Abtrieb zu erhöhen. Um den Auftrieb unter Wasser steuern zu können, muss dem Taucher ein kontrollierbares Volumen mit Luft zur Verfügung stehen, mit dem Auftrieb oder Abtrieb erzielt werden kann. Eine solche kontrollierbare Luftblase wird meistens von einer Tarierweste dargestellt, die über die Pressluftflasche befüllt werden kann. Eine zweite kontrollierbare Blase, eher für Feintarierung geeignet, stellt die Lunge des Tauchers dar. Mit der Tarierweste kann ein labiles Gleichgewicht erreicht werden. Erst über ein kontinuierliches Feintarieren mit dem Lungenvolumen kann ein Gleichgewicht zwischen Auf- und Abtrieb erreicht werden, der Taucher schwebt also auf konstanter Tiefe. Es wird nur ein labiles Gleichgewicht erreicht, da Gasvolumen mit steigendem Druck (also größerer Tiefe) komprimiert werden und damit weniger Auftrieb erzeugen. Ein anfänglich schwacher Abtrieb wächst somit immer weiter an, beim Auftrieb verhält es sich analog, ein anfänglich schwacher Auftrieb verstärkt sich selbst. Würde ein Taucher mit Abtrieb nicht gegentarieren, würde er immer schneller bis zum Grund durchsacken, mit Auftrieb würde er mit wachsender Geschwindigkeit letztendlich wie ein Korken bis zur Wasseroberfläche schießen. Deshalb muss während eines Tauchgangs die Tarierung sehr häufig angepasst werden, damit man bei wechselnden Tauchtiefen nicht ungewollt auf- oder absteigt. Das Volumen der Luft in der Tarierweste, und damit ihr Auftrieb, ändert sich abhängig vom Druck des umgebenden Wassers. Wenn der Taucher einen Neoprenanzug trägt, ändert auch dieser mit der Tiefe sein Volumen, da die im Material eingeschlossenen Luftbläschen mehr oder weniger komprimiert werden. Schließlich ändert sich im Laufe des Tauchgangs auch das Gewicht der Taucherflasche, weil der Taucher das mitgeführte Atemgas verbraucht und deshalb am Ende des Tauchgangs deutlich leichter ist als am Anfang.

## Eigenschaften des Wassers

### Hydrostatischer Druck
Der Wasserdruck nimmt pro 10 m Tiefe um ungefähr 1 bar zu. Theoretisch sind es in reinem Süßwasser 0,98 bar auf 10 m und im Meerwasser, wegen der Salinität, bis zu etwa 1,03 bar. Für den Gerätetaucher ist es meist ausreichend, mit dem Wert von 1 bar zu rechnen. Die Tauchtiefe, und damit der Wasserdruck, ist eines der wichtigsten Kriterien, die der Taucher bei der Planung und Durchführung eines Tauchgangs beachten muss.

### Wärmeleitfähigkeit
Die Wärmeleitfähigkeit von Wasser (0,6 W/(m·K) bei 20 °C) ist wesentlich höher als die der Luft. Der menschliche Körper gibt mehr Wärme an das ihn umgebende Wasser ab als an die Luft, weshalb ein Taucher schnell auskühlt, wenn er sich nicht durch einen Tauchanzug schützt. Mögliche Folgen sind Krämpfe in den Gliedern und Unterkühlung.

### Schall
Die Schallgeschwindigkeit unter Wasser (1483 m/s bei 20 °C) ist 4,4-mal so groß wie in der Luft. An Land kann der Mensch die Schallquelle orten, weil der Schall zu minimal unterschiedlichen Zeitpunkten von jedem Ohr empfangen wird. Das Gehirn entwickelt aus der Laufzeitdifferenz eine Vorstellung von der räumlichen Lage der Schallquelle. Im Wasser ist diese räumliche Wahrnehmung aufgrund der höheren Schallgeschwindigkeit erschwert oder unmöglich. Deshalb hört sich jedes Geräusch unter Wasser so an, als wäre es im eigenen Körper. Der Taucher muss sich also auf seine Augen und seine Erfahrung verlassen, um die Quelle eines Geräusches ausfindig zu machen.
Nimmt man an, dass das menschliche Gehör eine Laufzeitdifferenz von mindestens 300 Mikrosekunden wahrnehmen kann, so wäre ein Trommelfellabstand von mindestens 44,5 Millimeter für das Richtungshören nötig. Deshalb wird in der Fachliteratur nicht selten ausgeführt, dass die Laufzeitdifferenz im Wasser ein so geringes Maß aufweist, dass sie durch den Hörsinn nicht mehr wahrgenommen werden kann. Teils wird aber auch von einer minimal wahrnehmbaren Laufzeitdifferenz von 10 Mikrosekunden ausgegangen, womit ein Trommelfellabstand von nur 1,4 Millimeter ausreichend wäre. Dies würde bedeuten, dass das Richtungshören unter Wasser maßgeblich dadurch beeinträchtigt ist, dass das Gehirn nur das Hören an der Luft gelernt hat und deshalb im Wasser die veränderten Laufzeitdifferenzen falsch interpretiert.
Die Leitfähigkeit des Wassers für Schall ist größer als die von Luft, allerdings auch stärker abhängig von der Frequenz. Tiefe Frequenzen werden um ein Vielfaches besser geleitet als hohe Frequenzen. Der Taucher kann deshalb unter Umständen Geräusche hören, die mehrere Kilometer entfernt erzeugt werden, beispielsweise die Motorengeräusche großer Schiffe.

### Viskosität
Durch die innere Reibung (Viskosität) des Wassers erfordert die Bewegung unter Wasser deutlich mehr Kraftaufwand als die Fortbewegung an Land. Höherer Energieeinsatz bedeutet aber auch höheren Luftverbrauch, deshalb sind Taucher bestrebt, sich möglichst effizient zu bewegen, um eine Überanstrengung zu vermeiden. Die Viskosität und die Masse des Wassers sorgen auch dafür, dass man gegen eine stärkere Strömung nur schwerlich ankommt. Das Schwimmen im rechten Winkel zur Strömungsrichtung oder die Fortbewegung dicht am Grund können bei starker Strömung helfen, weil dort aufgrund der Reibung die Strömungen nicht so stark sind wie im Freiwasser.

### Dichte
Die Dichte des Wassers ändert sich mit seiner Temperatur (bei +4 °C ist Wasser am dichtesten), was aber für den Taucher keine praktische Bedeutung hat. Der Salzgehalt (die Salinität) wirkt sich jedoch erkennbar aus: Salzwasser hat mit bis zu 1350 kg/m³ eine höhere Dichte als Süßwasser mit 1000 kg/m³. Deshalb ist in Salzwasser ein bestimmter Druck bereits bei geringerer Wassertiefe erreicht als in Süßwasser. Da alle gängigen Messinstrumente für die Tiefe auf dem Wasserdruck beruhen, müssen viele vor der Nutzung für den Betrieb in Meerwasser oder Süßwasser eingestellt werden.

### Beeinflussung des Lichts

#### Brechung
Lichtwellen werden beim Übertritt von einem optisch dünneren in ein optisch dichteres Medium zum Lot hin gebrochen, beim Übertritt vom dichteren ins dünnere Medium vom Lot weg abgeleitet. Beim Tauchen macht sich diese Lichtbrechung dadurch bemerkbar, dass Gegenstände im Wasser scheinbar größer und näher sind als es tatsächlich der Fall ist, denn das Licht tritt vom Wasser durch das Glas der Tauchmaske in den Luftraum ein, der sich zwischen Tauchmaske und Augen befindet. Manchmal lässt sich das Phänomen auch umgekehrt beobachten: Wenn man in einem See mit relativ stiller Wasseroberfläche taucht und man aufwärts zur Wasseroberfläche schaut, so kann man Einzelheiten am Ufer erkennen, allerdings optisch verzerrt und scheinbar in größerer Entfernung. Der Blickwinkel, unter dem sich Gegenstände außerhalb des Wassers erkennen lassen, ist begrenzt. Beträgt der Brechungswinkel mehr als 48,3° zum Lot, tritt eine Totalreflexion auf: Objekte, die sich im Wasser befinden, spiegeln sich an der Wasseroberfläche.
Der Brechungsindex des Wassers ändert sich mit seiner Dichte, und die Dichte ist abhängig von Temperatur und Salinität. Mischt sich Wasser unterschiedlicher Dichte, so kann man eine Trennschicht oder Schlieren beobachten, ähnlich den optischen Effekten in der erhitzten Luft über einer Kerzenflamme. Dadurch lassen sich beispielsweise eine untermeerische Süßwasserquelle oder ein „Kaltwassersee“ erkennen.

#### Absorption und Streuung

Schematische Darstellung der Farbabsorption im Wasser

Wasser absorbiert Licht in Abhängigkeit von dessen Wellenlänge unterschiedlich stark, und zwar umso stärker, je größer die Wellenlänge ist. Rotes Licht verliert pro Meter 50 % seiner Intensität. Die Farben werden durch Absorption so stark reduziert, dass man Rot ab 3 m, Orange ab 5 m, Gelb ab 8 m, Violett ab 18 m, Grün ab 35 m und Blau ab 60 m nicht mehr erkennen kann. Das besonders kurzwellige Violett bildet hier eine Ausnahme, da es besonders stark gestreut wird. Die Streuung von Licht in (sauberem) Wasser nimmt ab, wenn die Wellenlänge zunimmt. Blau und Violett werden also am stärksten gestreut. Ist das Wasser zusätzlich durch Schwebstoffe (z. B. Plankton) getrübt, verstärkt sich die Streuung, und die Farbe Grün dringt am tiefsten vor, da sie durch die kombinierte Wirkung von Lichtstreuung und -absorption am wenigsten beeinträchtigt wird. Um trotzdem alle Farben auch in größerer Tiefe sehen zu können, hilft der Einsatz einer Taucherlampe.

## Eigenschaften von komprimierten Gasen

### Volumen
Nach dem Gesetz von Boyle-Mariotte ist bei Gasen das Produkt aus Volumen und Druck konstant. Das bedeutet, dass sich die beiden Parameter Druck und Volumen umgekehrt proportional zueinander verhalten: Verdoppelt man den Druck einer gegebenen Gasmenge, so verringert sich ihr Volumen auf die Hälfte.
Da in der Tiefe der Druck erhöht ist, das maximale Lungenvolumen aber stets gleich bleibt, braucht der Taucher mehr Luft, um seine Lunge zu füllen (in 10 m Tiefe doppelt so viel wie an Land auf Meereshöhe). Eine Folge davon ist, dass der in der Pressluftflasche mitgeführte Luftvorrat umso schneller zur Neige geht, je größer die Tauchtiefe ist. Nicht nur in der Lunge muss der Druck ausgeglichen werden, sondern auch in den Hohlräumen des Kopfes. (Mittelohr, Stirnhöhlen u. a.) Dies gilt bei steigendem Druck, also beim Abtauchen, genauso wie bei sinkendem Druck während des Auftauchens. 
Eine wichtige Verhaltensweise beim Auftauchen besagt: „Halte nie die Luft an!“ Beim Verstoß gegen diese Regel besteht die Gefahr eines Barotraumas, z. B. eines Lungenrisses, weil die sich ausdehnende Luft beim Aufsteigen nicht entweichen kann. 
Als Folge der Druckerhöhung im Außenohr beim Abtauchen entsteht relativer Unterdruck im Mittelohr. Dabei wird das Trommelfell zum Mittelohr hin gedehnt. Der Taucher führt einen Druckausgleich durch Zuhalten der Nase, Schließen des Mundes und gleichzeitigem leichten Pressen der Atmung durch. Taucht er ohne Druckausgleich ab, droht ein Riss des Trommelfells.

### Partialdrücke
Unsere normale Atemluft ist ein Gemisch verschiedener Gase – sie enthält 78 % N2 (Stickstoff), 21 % O2 (Sauerstoff) und einen geringen Anteil an anderen Gasen. Physiologisch wirksam ist über der Wasseroberfläche nur der Sauerstoffanteil. In komprimierter Luft ändern sich die Anteile der Gase nicht, jedoch ihre Stoffmenge. Das Daltonsche Gesetz besagt: Der Gesamtdruck eines Gases setzt sich zusammen aus den Partialdrücken der in diesem Gas vorhandenen Einzelgase. Beispielsweise herrscht in 50 m Tiefe ein Druck von etwa 5 bar. Bei einem Sauerstoffanteil von 21 % in der Atemluft bedeutet dies einen Partialdruck dieses Gases von 5 × 0,21 bar = 1,05 bar. Auf Meereshöhe entspricht dies dem Atmen von reinem Sauerstoff über der Wasseroberfläche. Da Sauerstoff ein aggressives Gas ist, kann es in großer Tiefe zu einer Sauerstoffvergiftung kommen. Erste Schädigungen des Lungengewebes treten auf, wenn reiner Sauerstoff mit einem Partialdruck von 1,6 bar länger als 45 Minuten eingeatmet wird. Ebenfalls aufgrund des höheren Partialdruckes steigt mit zunehmender Tiefe die Gefahr der Stickstoffnarkose (vergleiche Tiefenrausch).

### Lösung in Flüssigkeiten
Je höher der Gasdruck ist, desto mehr Gasmoleküle werden in einer Flüssigkeit gelöst. Diese Gesetzmäßigkeit wurde von William Henry entdeckt und ist nach ihm benannt. Die Folge für den Taucher ist, dass in der Tiefe – wenn er also Luft unter höherem Druck atmet – besonders der darin enthaltene Stickstoff sich im Blut, im Muskelgewebe, in Nervenzellen, im Fett und in den Knochen anreichert. Wird der Druck dann beim Auftauchen wieder verringert, so sinkt auch die Lösungsfähigkeit des menschlichen Körpergewebes für Stickstoff. Er wird langsam wieder abgegeben und über die Lunge ausgeatmet. Es kann über 24 Stunden dauern, bis ein Taucher, nach einem oder mehreren Tauchgängen, allen Stickstoff aus seinem Körper ausgeatmet hat. Sehr wichtig ist es, den Stickstoffgehalt des Körpers abhängig von Tauchtiefe und Tauchzeit zu berücksichtigen. Ist zu viel Stickstoff im Körper gelöst und/oder erfolgt die Druckentlastung (das Auftauchen) zu schnell, so kann das überschüssige Gas nicht vollständig über die Lunge abgegeben werden, und es bilden sich mikroskopisch kleine Bläschen im Blut. Wenn diese sich miteinander zu größeren Bläschen verbinden, führt dies zu Embolien und damit zu einem lebensbedrohlichen Zustand, der Dekompressionskrankheit genannt wird. Um dem Körper Zeit zur Stickstoffentsättigung zu geben und um die Bildung von Bläschen zu verhindern, muss ab einem bestimmten Sättigungsgrad beim Auftauchen eine oder mehrere Pausen, sog. Dekompressionsstopps, eingehalten werden, in denen die Tiefe konstant gehalten wird. Da währenddessen natürlich weiter Luft aus der mitgebrachten Pressluftflasche geatmet wird, müssen diese Dekompressionsstopps bereits bei der Planung des Tauchgangs berücksichtigt werden, um nicht aufgrund von Luftmangel vorzeitig auftauchen zu müssen. Sporttaucher versuchen, oft innerhalb der Nullzeit zu tauchen, um die Risiken zu minimieren. Dekompressionstabellen und Tauchcomputer ermöglichen es ihnen jedoch, den Stickstoffsättigungsgrad vor dem Tauchgang oder während des Tauchgangs zu berechnen und das Tauchverhalten daran anzupassen. Auch wechselnde Tauchtiefen und Oberflächenpausen werden von modernen Tauchcomputern berücksichtigt.

### Temperatur
Der Druck einer fest umschlossenen Gasmenge steigt bei Erwärmung und fällt bei Abkühlung (Gesetz von Gay-Lussac). Im Umkehrschluss kann man daraus folgern: Die Temperatur einer fest umschlossenen Gasmenge erhöht sich bei steigendem Druck und fällt bei sinkendem Druck.
Da eine Pressluftflasche für das Gerätetauchen im gefüllten Zustand typischerweise einen Druck von 200 bar oder 300 bar aufweist, aber selbst in 30 m Wassertiefe nur 4 bar herrschen, wird die Atemluft bei Entnahme aus der Flasche stark entlastet und kühlt deshalb ab. Dies begünstigt das Vereisen des Atemreglers. Besonders beim Tauchen in kühlen und kalten Gewässern kann dies zur unkontrollierten Abgabe von Luft oder im schlimmsten Fall zur Blockierung jeglicher Luftzufuhr führen. Durch das Mitführen eines zweiten Atemreglers (Oktopus genannt) und das Tauchen im Buddysystem wird die Erstickungsgefahr, die von vereisten Automaten ausgeht, stark reduziert.

### Wärmeleitfähigkeit
Die Wärmeleitfähigkeit von Gasen nimmt mit ihrer Dichte zu. In der Tiefe atmet der Taucher komprimierte, also dichtere Luft, die in der Lunge erwärmt wird. Deshalb verliert er durch das Atmen mehr Wärme als sonst: die komprimierte Luft kühlt die Lungen-Innenfläche stärker aus als unkomprimierte Luft. Zudem ist die eingeatmete Luft vergleichsweise kalt wegen der kurz zuvor erfolgten Druckentlastung bei Entnahme aus der unter hohem Druck stehenden Flasche (siehe auch Ventilvereisung). Dieser Effekt wird durch keine der üblichen Ausrüstungen von Sporttauchern kompensiert.

### Dichte
Je höher der Gasdruck, desto größer wird auch die Viskosität des Atemgases, was ein „zäheres“ Strömen des Gases und damit einen Anstieg des Atemwiderstandes bewirkt. Dies kann zu einer Erschöpfung der Atemmuskulatur und damit zu Atemproblemen führen.